# Енглезовац
Енглезовац је београдски историјски кварт, који је заузимао простор између улица Београдске, Његошеве, Курсулине и Крушедолске, Булевара Ослобођења и Трга Славија. Име је добио по свом оснивачу Шкоту Франсису Х. Макензију услед погрешне процене његовог порекла.

## Историја
До пред крај 19. века овај део Источног Врачара је био периферија, позната под називом Симића мајур. Тај мајур је од Стојана Симића, трговца и политичара, наследио син Ђорђе, дипломата и државник. Имање је 1887. године од Ђорђа Симића купио шкотски филантроп по имену Френсис Х. Макензи за 4.800 дуката.
Франсис Х. Макензи је био службеник британске амбасаде који је боравио у Београду као представник Британског библијског друштва. Он је дошао из Енглеске у Београд по савету свог пријатеља Чедомиља Мијатовића, дипломате и историчара, и његове жене Енглескиње Елодије Лотон-Мијатовић, књижевнице.
На купљеном имању основао је насеље које је названо Енглезовац, јер је Макензи у Београду био познат као Енглез. За остварење идеје о насељу посебног типа, тада ван градског рејона, ангажовао је тим стручњака: главног планера и пројектанта Светолика Поповића, архитекту Франтишека Неквасила и искусне грађевинаре, као што су били Гашпар Бекер, Перикле Зак, Гавра Сабољевић и др.
Мекензи је испарцелисао цело имање и формирао правилне улице, а објекте на њима је или сам изграђивао и давао у закуп, или је плацеве продавао. Врло брзо цена плаца је достигла суму од 1.000 дуката. На плацевима које је Макензи продавао Београђанима, подизане су већином приземне и једноспратне куће. Оне су, према условима које је поставио Макензи, морале да буду од тврдог материјала, уколико се налазе са лица. Макензи се побринуо да број становника у насељу буде ограничен, и да се вода у бунарима заштити од загађивања. На Енглезовцу је становао и његов оснивач.
Насеље Енглезовац изграђено је у веома кратком времену. Већ 1890. године овај крај је са 120 изграђених објеката, постао званични кварт, један од девет колико их је било у ондашњем Београду. Године 1890. Београд је имао 54.000 становника и девет квартова : Варошки, Врачарски, Теразијски, Дорћолски, Савамалски, Палилулски, Топчидерски, Град (Тврђаву) и Енглезовац.
Остварено насеље је и у урбаном и социјалном погледу засновано на Мекензијевој мисионарској идеји преобраћења. Општа идеја заједничког живљења, била је заснована на регулативама енглеског друштва при крају 19. века а остварена на слободном простору и са заједничким објектима: богомољом, без крста и црквених знамења (Сала мира), апотеком, књижаром, хотелом (Хотел Славија), штампаријом и школом. Цео овај социјални програм регулисан је правилима као уговорним обавезама, са васпитавањем становника преко заједничких скупова, са Салом мира као средиштем насеља.
Макензија је наследио лондонски доктор Гратан Гинис, који је наставио да продаје парцеле које су преостале. Макензи је један део свог имања завештао Српској православној цркви за градњу будућег Храма Светог Саве, и због тога Енглезовац 1894. године постаје Савинац.
Успомена на Макензија сачувана је у називу главне улице у насељу — Мекензијеве.